# Tanpaku
Tanpaku, von Japanisch 蛋白 für „Eiweiß“, war ein japanisches Projekt zur Berechnung von Proteinstrukturen unter Benutzung der Methode der Brownschen Dynamik. Im Rahmen des verteilten Rechnens wurde dazu als systemübergreifende Plattform BOINC genutzt.
Das Projekt war bei der Naturwissenschaftlichen Universität Tokio beheimatet und wurde dort vom Yamato Laboratory (Department of Biological Science and Technology) und Takeda Laboratory (Department of Information Sciences) betreut.
Am 18. August 2008 erlitt der Server des Projektes einen schweren Schaden an der Hardware. Dies hatte die Einstellung des Projektes zur Folge.